# Teenwolf
Teenwolf (Originaltitel: Teen Wolf, Alternativtitel: Teen Wolf – Ein Werwolf kommt selten allein) ist eine US-amerikanische Fantasykomödie aus dem Jahr 1985. Regie führte Rod Daniel, das Drehbuch schrieben Jeph Loeb und Matthew Weisman. Der Film startete am 19. Dezember 1985 in den deutschen Kinos.

## Handlung
Der 17-jährige Scott Howard gilt als durchschnittlicher Schüler und Sportler. Eines Tages verwandelt er sich plötzlich in einen Werwolf, was ihm übernatürliche Kräfte verleiht. Scott erfährt von seinem Vater, dass dieser ebenfalls ein Werwolf ist, aber er es ihm bisher nicht erzählen wollte, in der Hoffnung, es hätte eine Generation übersprungen.
Der Junge nutzt seine Kräfte in einem Basketballspiel, welches seine Mannschaft gewinnt. Er wird in der Schule beliebt und verabredet sich mit seiner Traumfrau Pamela Wells.
Nach und nach merkt Scott aber, dass er sich selbst an den Werwolf verliert, da alle in ihm nur noch den Wolf sehen – sogar Pamela. Er möchte wieder nur Scott sein, aber sein Trainer warnt ihn, dass er ihn durchfallen lassen würde, wenn er nicht als Wolf beim letzten entscheidenden Spiel auftaucht. Trotzdem bleibt Scott Mensch und macht sogar die entscheidenden Punkte.
Pamela zeigt ihm, dass sie weiterhin Interesse an ihm hat, aber er will sie nicht mehr, sondern küsst stattdessen seine Sandkastenfreundin Boof.

## Kritiken
Film-Dienst schrieb, Teenwolf sei ein „gagreicher und auch musikalisch ansprechender Teenagerfilm um die Suche eines Heranwachsenden nach seiner Identität“. Er sei „unterhaltsam“ und bereichere das Genre um „eine neue Variante“.

## Hintergründe
Der Film wurde in South Pasadena, in Los Angeles und in La Crescenta-Montrose (Kalifornien) gedreht. Er spielte in den Kinos der USA ca. 33 Millionen US-Dollar ein.
Im Jahr 1986 wurde Teenwolf II mit Jason Bateman veröffentlicht. Von 1986 bis 1987 wurde die Zeichentrick-Adaption Teenwolf & Co. produziert. Von 2011 bis 2017 strahlte MTV die Fernsehserie Teen Wolf aus, die lose auf dem Film basiert. Autor war Jeff Davis, Erfinder der Serie Criminal Minds, und die Hauptrolle übernahm Tyler Posey.